# Fulvio Bodo
Fulvio Bodo (Vercelli, 30 luglio 1944 – Gattinara, 7 gennaio 2020) è stato un politico italiano.

## Biografia
Esponente del Partito Socialista Italiano a Vercelli, dell'ala craxiana, fu assessore ai lavori pubblici dal 1975 nella giunta presieduta dal sindaco Ennio Baiardi. Nel 1985 venne eletto sindaco di Vercelli, alla guida di una coalizione pentapartito, e fu riconfermato per un secondo mandato nel luglio 1990. Nell'ottobre 1992 il sindaco e parte della giunta vennero arrestati perché coinvolti nell'inchiesta sulla gestione dell'inceneritore comunale; il comune fu commissariato il successivo 3 novembre.
Malato da tempo, morì all'ospedale di Gattinara il 7 gennaio 2020.